# Herb gminy Tuplice
Herb gminy Tuplice – jeden z symboli gminy Tuplice.

## Wygląd i symbolika
Herb przedstawia na tarczy czwórdzielnej w krzyż w polu pierwszym (prawym górnym) na polu pomarańczowym złotą lilię, w polu drugim w czerwonym polu postać jelenia, w polu trzecim wizerunek zielonych drzew na złotym podłożu (imitujące las), natomiast w polu czwartym na błękitnym polu złotą rybę. W centralnej części tarczy umieszczono złotą tarczę z czarną literą „T” (od nazwy gminy).